# Jiří Tywoniak
Jiří Tywoniak (30. března 1919 Louny – 31. července 1995 Benešov) byl český historik, archivář a vlastivědný pracovník. Ve svých publikacích a studiích se zabýval historií regionu Podblanicka a Benešovska. Většina jeho profesního působení je spojena s benešovskou pobočkou Státního oblastního archivu v Praze.

## Životopis
Tywoniakův otec František pracoval v Lounech jako inspektor státních drah. Zemřel v roce 1919, o rodinu – dvě starší sestry a Jiřího – se starala matka. Rodina se několikrát stěhovala; v roce 1930 se Tywoniakovi usadili v Benešově, kde Jiří studoval na tamním gymnáziu. Po maturitě v roce 1938 se zapsal na Právnickou fakultu Univerzity Karlovy. Po uzavření vysokých škol byl v roce 1943 totálně nasazen. Nejprve pracoval v továrně na střelivo ve Vlašimi, později v Benešově na pracovním úřadu. Po válce přestoupil na Filozofickou fakultu Univerzity Karlovy. Studium historie zakončil v roce 1947, o čtyři roky později obhájil doktorskou disertaci s názvem Počátky průmyslové velkovýroby na Podblanicku. V roce 1949 se Jiří Tywoniak oženil. Vzal si Janu Bouškovou, stejně jako on učitelku. V průběhu let 1951–1957 se jim narodily děti Olga, Jiří a Jan.

Tywoniakovým prvním zaměstnáním od roku 1947 bylo místo profesora dějepisu a zeměpisu na Státním reálném gymnáziu v Sedlčanech. Ještě během svého působení na škole obnovil Tywoniak Okresní muzeum v Sedlčanech a do roku 1956 působil jako jeho správce. Zároveň se stal okresním konzervátorem státní památkové péče. V této funkci zachránil množství vzácných knihovních a archivních souborů, kterým hrozila zkáza. Na konci dubna 1956 Tywoniak své pedagogické působení ukončil. Jednak mu nevyhovovalo každodenní dojíždění z bydliště v Benešově, jednak viděl své životní poslání ve vědecké a vlastivědné práci, což mu výuka neumožňovala. Zásadním, i když patrně nepublikovaným, důvodem byl ovšem nepolevující tlak na vstup do „strany“ (KSČ). Na začátku května 1956 nastoupil Tywoniak do nově zřízené pobočky Státního oblastního archivu v Praze. Do roku 1960 také působil jako správce Městského muzea v Benešově.

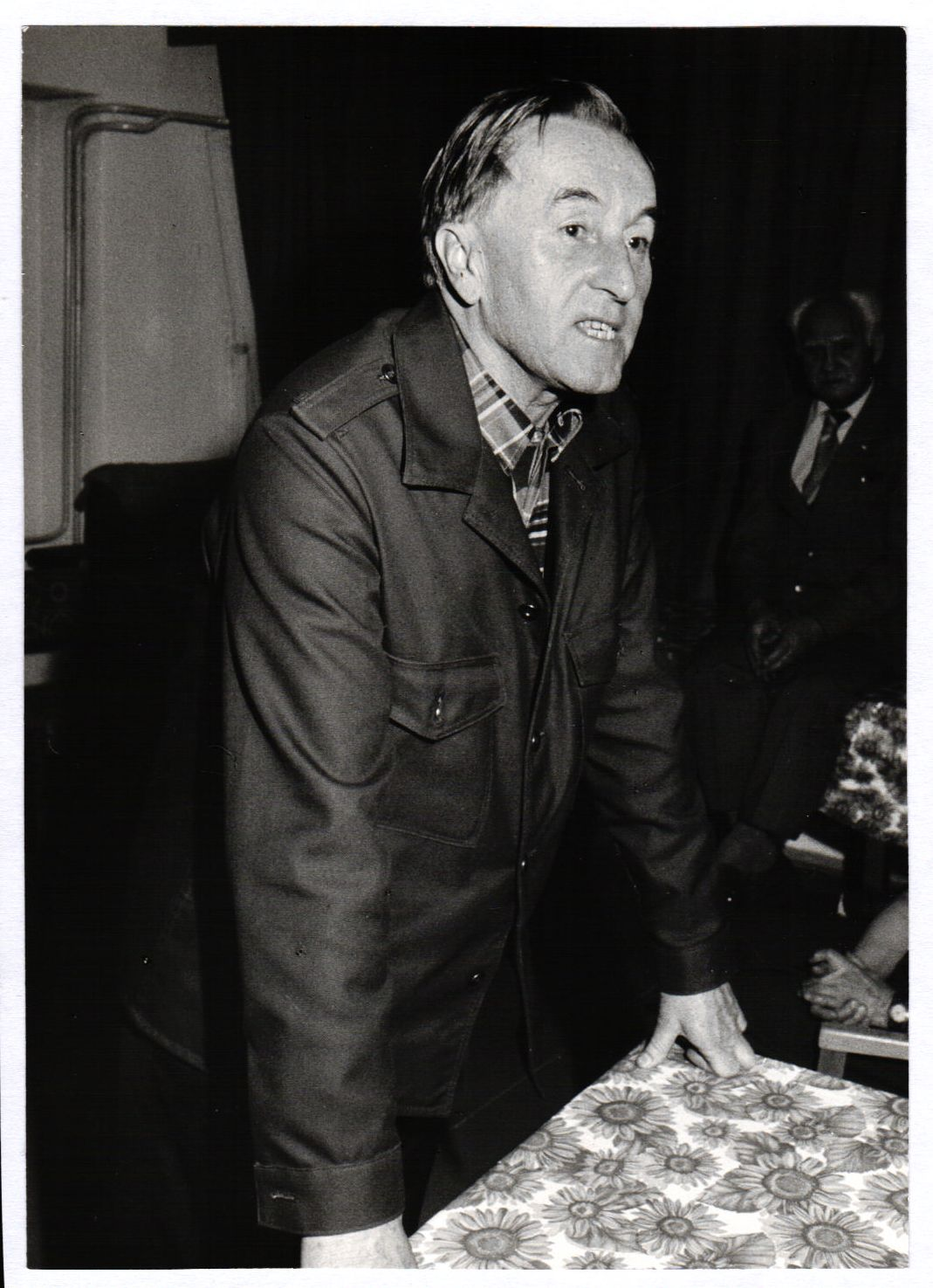
Tywoniak při přednášce v 80. letech

Jedním z jeho prvních počinů ve funkci archiváře bylo založení Sborníku vlastivědných prací z Podblanicka. Jeho první svazek vyšel roku 1957. Měl roční periodicitu a Tywoniak byl zprvu jeho šéfredaktor. Stejný rok vzniku má i Středočeský sborník historický, který rovněž redigoval benešovský archivář. Tywoniak nikdy nebyl v komunistické straně. Ačkoliv se politicky neangažoval, byl v době počínající normalizace v roce 1971 z redakční rady Sborníku vlastivědných prací z Podblanicka – mj. spolu s Rudolfem Turkem – odvolán. Stalo se tak na popud tehdejší ředitelky benešovského muzea Emy Charvátové a funkcionářů okresního výboru KSČ. Tywoniak po mnoha peripetiích nakonec v benešovské pobočce Státního oblastního archivu zůstal. Paradoxně mu k tomu pomohlo vážné zranění nohy při automobilové nehodě, ke které došlo v únoru 1973. Jako částečný invalidní důchodce mohl v archivu dále pracovat, byl však přeřazený na nižší služební stupeň. De facto však stále pobočku řídil. Do důchodu odešel v září 1981. I po té pokračoval v historiografické práci. Výrazem respektu, který Tywoniak ve společnosti požíval, bylo jeho zvolení do benešovského městského zastupitelstva v roce 1990.
Zemřel v poslední červencový den roku 1995 v benešovské nemocnici. Pohřben na zdejším Starém městském hřbitově. Jeho písemná pozůstalost je uložena ve Státním okresním archivu v Benešově.

## Dílo
Bytostným zájmem Tywoniakovým byla mikrohistorie, v jejím rámci pak hospodářské dějiny a sociální dějiny. Detailní znalost písemných i hmotných pramenů k dějinám Podblanicka mu umožňovala zpracovávat fundované analytické monografie a studie z různých částí regionu. Výsledky svého celoživotního studia shrnul v obsáhlé publikaci Benešov a Konopiště v minulosti, vydané v roce 1992. Pro velký zájem došlo k jejímu druhému vydání hned v následujícím roce. V oblasti archivnictví se zaměřil na zpřístupňování velkostatkových archivních souborů a rodinných archivů, např. Vrtbů a Šternberků.
Tywoniak si byl vědom toho, že osobnost jeho formátu by kromě vědecké práce měla rovněž působit v oblasti vlastivědy. Pronesl množství přednášek pro různé okruhy posluchačů. Publikoval také v regionálním tisku a v různých příležitostných sborníčcích. V roce 1999 obdržel za celoživotní dílo ocenění Blanický rytíř in memoriam.

### Výběrová bibliografie

#### Samostatné monografie
- Průvodce sbírkami měst. muzea v Benešově, Benešov 1948, 20 str.
- Konopiště, Středisko státní památkové péče a ochrany přírody, Praha 1972, 31 str.
- Český Šternberk, Středisko státní památkové péče a ochrany přírody, Praha 1974, 36 str.
- Podblanické rebelie, Okresní úřad Benešov, Benešov 1994, 187 str.

#### Spoluúčast na publikacích
- Státní archiv v Praze. Průvodce po archivních fondech, sv. 2, Praha 1960, 474 str.
- Vlastivědný atlas okresu Benešov, Benešov 1987, 79 str., 39 map.

#### Studie a články
- Ukázky z tvorby Jana V. Dopery Hořovského, in: Městské muzeum v Benešově 1939–1945, Benešov 1945, s. 39–46.
- Pozdvižení nevolníků na Konopišťsku v roce 1690, Muzejní zprávy Pražského kraje 1, 1956, s. 59–63.
- Na českošternberském panství po válce třicetileté, Sborník vlastivědných prací z Podblanicka 3, 1959, s. 121–123.
- Přehled dějinného vývoje poděbradského panství, Vlastivědný zpravodaj Polabí 1964, s. 55–60.
- Zaniklá sklárna v Poříčku u Českého Šternberka, Sborník vlastivědných prací z Podblanicka 7, 1966, s. 266–270.
- Panství Český Šternberk v polovině 18. století, Sborník vlastivědných prací z Podblanicka 10, 1969, s. 158–178.
- Ještě k železnému hamru v Pyskočelích, Středočeský sborník historický 7, 1972, s. 163–166.
- Dvojí zaniklé Malensko na Benešovsku, Středočeský sborník historický 11, 1976, s. 119–129.
- Dva nerealizované stavební projekty Antonia Porty: Zámek ve Vysokém Chlumci a v Sedlčanech, Vlastivědný sborník Podbrdska 16 (Sedlčanský sborník 3), 1979, s. 159–173 + přílohy
- Vlastějovická železárna v období auersperském (1841–1854), Z dějin hutnictví 8 (Rozpravy národního technického muzea v Praze 79), 1980, s. 99–142.
- Počátky cukrovaru v Úžicích (1856–1865), Hospodářské dějiny 12, 1984, s. 161–226.
- Bavlnářství na vlašimském panství v letech 1764–1773, Sborník vlastivědných prací z Podblanicka 30/2, 1990, s. 173–190.
- Staré globy v Benešově a na Konopišti, Sborník vlastivědných prací z Podblanicka 32, 1992, s. 109–118.
- K počátkům otvovické sklárny, Středočeský sborník historický 20, 1994, s. 52–60.

## Pozůstalost
Osobní archivní fond Jiří Tywoniak je uložen ve Státním okresním archivu Benešov.